# Vicia serinica
Vicia serinica är en ärtväxtart som beskrevs av Rudolf Karl Carl Friedrich von Uechtritz och Rupert Huter. Vicia serinica ingår i släktet vickrar, och familjen ärtväxter. Inga underarter finns listade i Catalogue of Life.